# Torrent de la Ginebrosa
El Torrent de la Ginebrosa és un afluent per la dreta de la Rasa de la Bòfia, a la Vall de Lord

## Descripció
Neix a 2.062 metres d'altitud al vessant nord-est del Serrat de la Bòfia (Massís del Port del Comte). De direcció predominant cap al nord-est, gairebé la totalitat del seu curs ha estat terraplenat per a utilitzar-lo com a camí o pista d'esquí. Desguassa a la Rasa de la Bòfia (convertida també en aquest punt de confluència en pista d'esquí) a 1.832 m. d'altitud.

## Municipis que travessa
Tot el seu recorregut el realitza pel terme municipal de la Coma i la Pedra.

## Perfil del seu curs
| Recorregut (en m.) | Altitud (en m.) | Pendent |
| ------------------ | --------------- | ------- |
| 0                  | 2.062           | -       |
| 250                | 2.018           | 17,6%   |
| 500                | 1.957           | 24,4%   |
| 750                | 1.900           | 22,8%   |
| 1.093              | 1.832           | 26,2%   |

## Xarxa hidrogràfica
La xarxa hidrogràfica del Torrent de la Ginebrosa està integrada per un total de 2 cursos fluvials, el mateix torrent i un afluent per l'esquerra. La totalitat d'aquesta xarxa suma una longitud de 1.939 m.